# Fläsch
Fläsch – miejscowość i gmina w Szwajcarii, w kantonie Gryzonia, w regionie Landquart. Pod względem liczby mieszkańców jest najmniejszą gminą w regionie. 

## Demografia
We Fläsch mieszka 831 osób. W 2020 roku 9,7% populacji gminy stanowiły osoby urodzone poza Szwajcarią. 

## Transport
Przez teren gminy przebiegają autostrada A13 oraz droga główna nr 414.